# Всеволозький провулок
Всеволозький провулок - невеликий провулок у центрі Москви в Хамовниках між Остоженкой і Пречистенкою.

## Походження назви
Назва із XVIII століття походить від прізвища дворян Всеволодських, що жили тут. Найбільш відомий Микола Всеволодський — історик, бібліофіл, власник друкарні; видавав художню, історичну, медичну літературу; особливо цінно видані ним збірки державних грамот і договорів (1813).

## Опис
Всеволозький провулок з'єднує Остоженку та Пречистенку. Перший із 8 таких провулків. Починається від Остоженки навпроти Пожарського провулка, проходить на північний захід до Пречистенки, за якою переходить у Хрущовський провулок .

## Будівлі та споруди

### По непарному боці
- № 3 — Прибутковий будинок, побудований в 1913 році за проєктом архітектора М. І. Жеріхова. Тут разом із чоловіком, танцівником Михайлом Цивіним, жила балерина та педагог Тетяна Голікова[1]. 19 квітня 2015 року в рамках проєкту «Остання адреса» на будинку було встановлено табличку на згадку про репресованого мешканця, інженера Б. І. Талевича.
- № 5 — будівля АТС (1980, архітектор Ю. М. Шевердяєв) — знесено.

### По парній стороні
- № 2/10 — Об'єднання релігійних організацій сучасного іудаїзму в Росії.